# Enoplognatha sattleri
Enoplognatha sattleri là một loài nhện trong họ Theridiidae.
Loài này thuộc chi Enoplognatha. Enoplognatha sattleri được Friedrich Wilhelm Bösenberg miêu tả năm 1895.